# Odprto prvenstvo Avstralije 2020
Odprto prvenstvo Avstralije 2020 je sto osmi teniški turnir za Grand Slam, ki je potekal med 20. januarjem in 2. februarjem 2020 v Melbournu.

## Rezultati

### Moški posamično
- Novak Đoković :  Dominic Thiem, 6–4, 4–6, 2–6, 6–3, 6–4

### Ženske posamično
- Sofia Kenin :  Garbiñe Muguruza, 4–6, 6–2, 6–2

### Moške dvojice
- Rajeev Ram /  Joe Salisbury :  Max Purcell /  Luke Saville, 6–4, 6–2

### Ženske dvojice
- Tímea Babos /  Kristina Mladenovic :  Hsieh Su-wei /  Barbora Strýcová, 6–2, 6–1

### Mešane dvojice
- Barbora Krejčiková /  Nikola Mektić :  Bethanie Mattek-Sands /  Jamie Murray, 5–7, 6–4, [10–1]